# Stéphane Belmondo

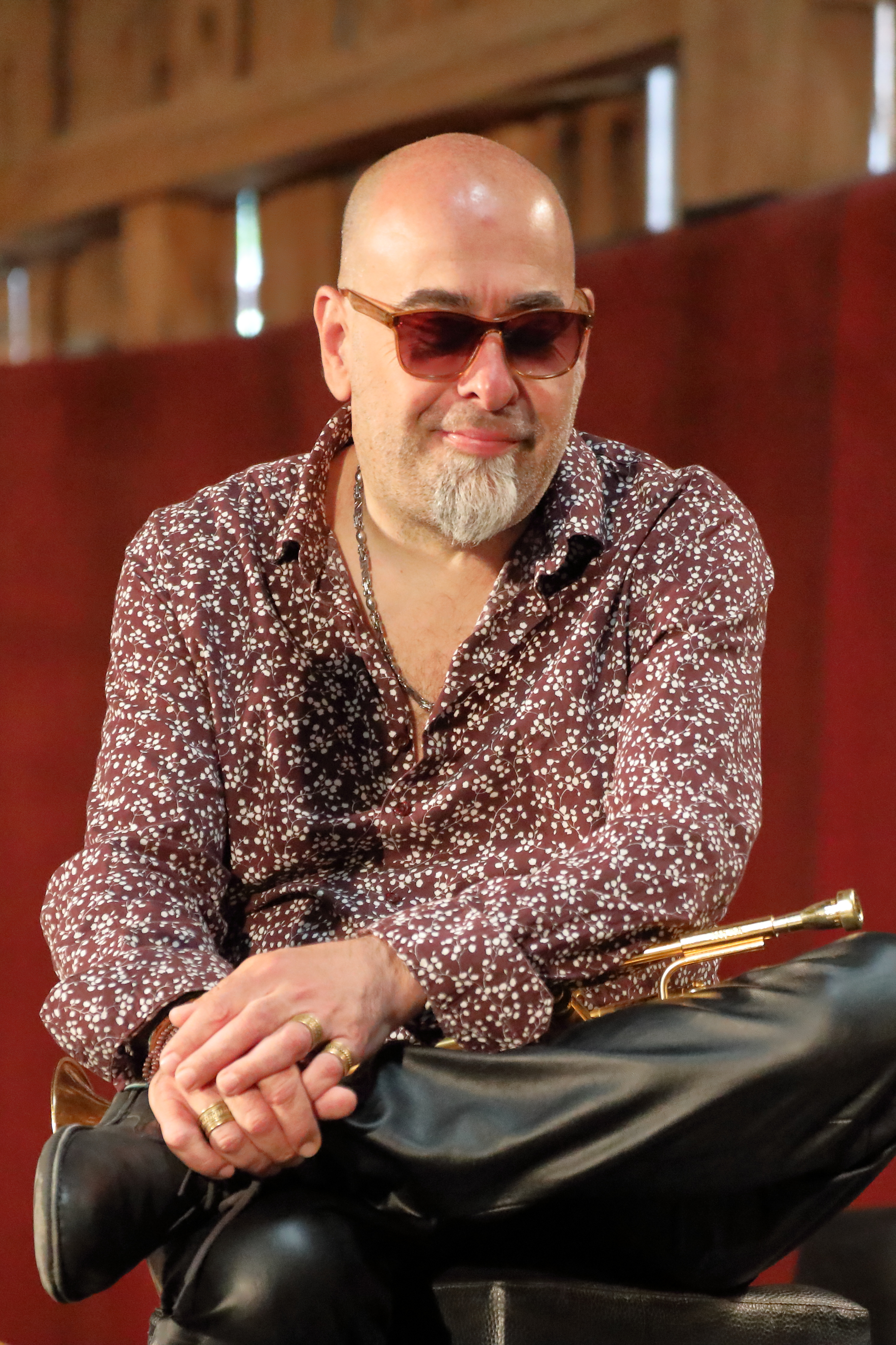
Stéphane Belmondo auf dem INNtöne Jazzfestival 2019

Stéphane Belmondo (*  8. Juli 1967 in Solliès-Toucas) ist ein französischer Jazz-Musiker (Trompete und Flügelhorn).

## Leben und Wirken
Belmondo lernte zunächst Akkordeon, wechselte aber bald zur Trompete. Seit 1986 wohnte er in Paris, wo er von Éric Le Lann beeinflusst wurde.
1987 spielte er in der Big Band Lumiéres von Laurent Cugny, auch auf zwei Alben dieser Band mit Gil Evans. Unter Laurent Cugny spielte Belmondo auch im Orchestre National de Jazz (Hommage a Miles Davis 1994). Ab 1990 spielte er mit seinem Bruder, dem Saxophonisten Lionel Belmondo. 1993 gründeten die Brüder ein eigenes, Hardbop orientiertes Quintett. 1994 begleiteten sie Dee Dee Bridgewater auf ihrer Tournee (Album Love and Peace bei Verve 1994). 1993 erschien ihr erstes Album Lionel et Stéphane Belmondo Quintet in eigener Produktion, 1994 For all friends (Challenge), 1999 Infinity (bei Shai Records). Sie spielten u. a. mit Andy Emler (Sombritude 1999), Stéphane Grappelli (Michel Legrand et Stephane Grappelli 1992), Michel Legrand (Big Band Alben 1995, 1999), Sylvain Luc, Marcel Azzola, Boulou Ferré und Elios Ferré (Parisian Passion 2006), Simon Goubert.

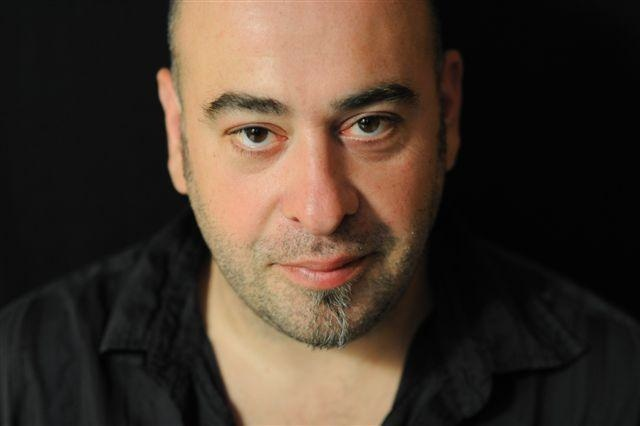
Stéphane Belmondo, 2010

2004 erschien sein Album Wonderland  bei B-flat Records, für das er einen Les Victoires du Jazz erhielt. Das Album ist der Musik von Stevie Wonder gewidmet. 2007 gehörten zu seinem Quintett Laurent Fickelson am Klavier und Fender Rhodes, Paul Imm am Bass und Laurent Robin am Schlagzeug. 2021 legten die Belmondo-Brüder ihr fünftes Album Brotherhood (mit Eric Legnini, Sylvain Romano, Tony Rabeson) vor.
1994 erhielten die Brüder Belmondo den Prix Django Reinhardt. Für ihr Album Hymne au Soleil gewannen die Brüder sowohl den Preis Les Victoires du Jazz (2004) als auch 2003 den Prix Boris Vian. Für Influence mit Yusef Lateef folgte 2006 ein weiterer Les Victoires du Jazz.